# تشارلز غيلبير
تشارلز غيلبير (بالفرنسية: Charles Guilbert )‏ (و. 1972  م) هو راكب دراجة هوائية فرنسي، ولد في كاين.

## سباقات أو مراحل فاز بها
| التاريخ        | السباق                                | المركز                  |
| -------------- | ------------------------------------- | ----------------------- |
| 20 مايو 1995   | جراند بريكس دو بلومليك-موربيهان 1995  | العاشر في التصنيف العام |
| 05 أبريل 1998  | Grand Prix de la ville de Rennes 1998 | الثامن في التصنيف العام |
| 27 سبتمبر 1998 | Polymultipliée de l'Hautil 1998       | الخامس في التصنيف العام |
| 23 أغسطس 1999  | 1999 Circuit de l'Aulne               | المركز الثالث           |
| 01 يناير 2000  | بولينورماند 2000                      | المركز الثالث           |
| 01 سبتمبر 2002 | 2002 Boucles de l'Aulne               | الثامن في التصنيف العام |
| 03 أكتوبر 2002 | باريس بورج 2002                       | المركز الثالث           |
| 01 يناير 2005  | 2005 Tour de Bretagne                 | المركز الثاني           |
| 17 أبريل 2005  | ترو-برو ليون 2005                     | الخامس في التصنيف العام |
| 18 أبريل 2006  | باريس-كاممبير 2006                    | المركز الثالث           |
| 17 أبريل 2007  | باريس-كاممبير 2007                    | السادس في التصنيف العام |

## روابط خارجية
- تشارلز غيلبير على موقع الاتحاد الدولي للدراجات (الإنجليزية)
- تشارلز غيلبير على موقع أرشيف الدراجات (الإنجليزية)
- تشارلز غيلبير على موقع إحصائيات الدراجات الإحترافية (الإنجليزية)
- تشارلز غيلبير على موقع نسبة الدراجات (الإنجليزية)